# Hans-Georg Tannhäuser
Hans-Georg Tannhäuser (* 21. Juni 1958 in Klingenthal) ist ein deutscher evangelischer Pastor, Theologe, Missionar und Missionswissenschaftler. Bis zu seinem Ruhestand ab 1. August 2023 war Hans-Georg Tannhäuser amtierender Direktor des Leipziger Missionswerkes.  

## Werdegang
Hans-Georg Tannhäuser hatte frühzeitig den Wunsch, eine kirchliche Ausbildung zu absolvieren. Er entschied sich für den Besuch des kirchlichen Proseminars in Moritzburg, da dort die Zugehörigkeit zur parteinahen FDJ und die Teilnahme an der staatlich geforderten Jugendweihe keine Vorbedingungen waren. Dort wurde sein Ziel, Theologie zu studieren.
Das Studium, begonnen 1977, schloss Tannhäuser mit einer praktisch-theologischen Arbeit zum Thema „Pfarrer zwischen Situation und Auftrag“ ab, es folgte ein einjähriges Aufbaustudium zu Fragen der „Kommunikation innerhalb des gottesdienstlichen Geschehens“. Nach dem Vikariat trat er 1987 seine erste Pfarrstelle in Döbeln/Sachsen an.
Neben der Gemeindearbeit übernahm er Anfang der 1990er Jahre auch das Amt des Ephoralen Jugendpfarrers. Diese Arbeit mit den Jugendlichen fiel gerade in die Zeit der Friedlichen Revolution und der politischen Umbrüche nach 1989, die Tannhäuser in Döbeln mitgeprägt hatte.
1993 folgte der Ruf der Leipziger Mission, und 1994 reisten Hans-Georg Tannhäuser und seine Familie für einen vierjährigen Dienst in der ELC-PNG nach Papua-Neuguinea. Als Ökumenischer Mitarbeiter war er im Südlichen Hochland tätig und hatte als Circuit Missionary (Kirchenkreis-Missionar) Aufgaben wie Gemeindedienste, Weiterbildungen für Pfarrer und kirchliche Mitarbeiter, Seelsorge, Schuldienst sowie die Vorbereitung und Durchführung von Konferenzen und Bildungsveranstaltungen auf regionaler und überregionaler Ebene.
Als die Familie 1998 zurück nach Deutschland kam, bewarb sich Tannhäuser auf die erste Pfarrstelle der Gemeinde Treuen im Kirchenkreis Auerbach, wo er elf Jahre Dienst als Pfarrer und Seelsorger versah. Auch engagierte er sich für die Dreieckspartnerschaft der Kirchenkreise Auerbach und Bremervörde in Deutschland sowie des Kirchkreises IGWA in Südafrika.
Von November 2009 bis Juli 2023 arbeitete Hans-Georg Tannhäuser als Länderreferent beim Leipziger Missionswerk: Zuerst war er speziell für Papua-Neuguinea zuständig, ab 2013 für das Asien/Pazifik-Referat. Auch war er Mitglied des Vorstandes und stellvertretender Direktor des Werkes.

## Familie
Hans-Georg Tannhäuser ist verheiratet mit Evelyn Tannhäuser, die Eheleute haben zwei Söhne.

## Verschiedenes
Am 12. März 2023 sendete das Hörfunkprogramm des Mitteldeutschen Rundfunks MDR Kultur den Gottesdienst aus der Hospitalkirche St. Trinitatis (Schneeberg) als Direktübertragung. Die Predigt hielt Hans-Georg Tannhäuser, Leiter des Asien/Pazifik-Referates und amtierender Direktor des Leipziger Missionswerks. Dabei blickte er auch auf die LMW-Geschichte und -Gegenwart. Beteiligt waren junge Teilnehmer des LMW-Austauschprogramms.

## Veröffentlichung
- 100 Jahre Tamilische Evangelisch-Lutherische Kirche (1919–2019) – Betrachtungen zu ausgewählten Evangeliums-Texten aus indischer und deutscher Perspektive. Hrsg.: Hans-Georg Tannhäuser im Auftrag des Evangelisch-Lutherischen Missionswerkes Leipzig, Leipzig 2018, ISBN 978-3-374-05760-3